# إصلاح الشرطة البلجيكية

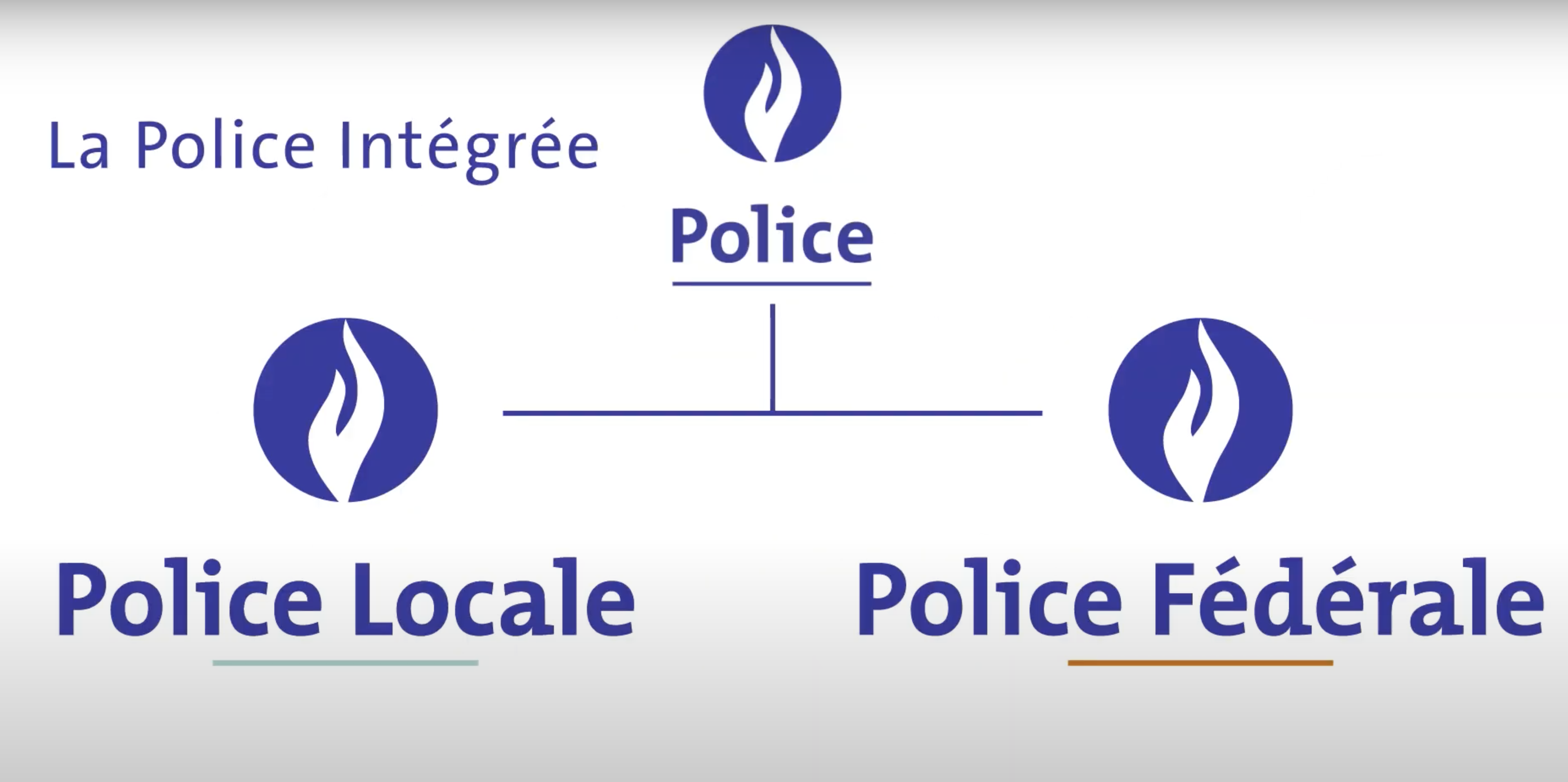
الشرطة البلجيكية المتكاملة (المحلية والاتحادية)

إصلاح الشرطة البلجيكية هو الإصلاح الذي أنشأ في بلجيكا في 1 يناير 2001 لضم قوتين مختلفتين لشرطة البلاد في «شرطة متكاملة، منظمة على مستويين.» مستوى من الشرطة الفيدرالية والآخر الشرطة المحلية. الفارق بين الجهتين كانت إعادة تنظيمها في دوائر الشرطة (مناطق أقاليم الشرطة)، أنشئت حديثا لهذا الغرض.
هذا الإصلاح قد وضع بعد أحداث دوترو في سنة 1990.